# Belle Plaine (Iowa)
Pour les articles homonymes, voir Belle Plaine.
Belle Plaine est une ville du comté de Benton, en Iowa, aux États-Unis. Elle est fondée en 1881,
lors de l'extension de la ligne de chemin de fer. Le nom de la ville vient du français.

## Galerie

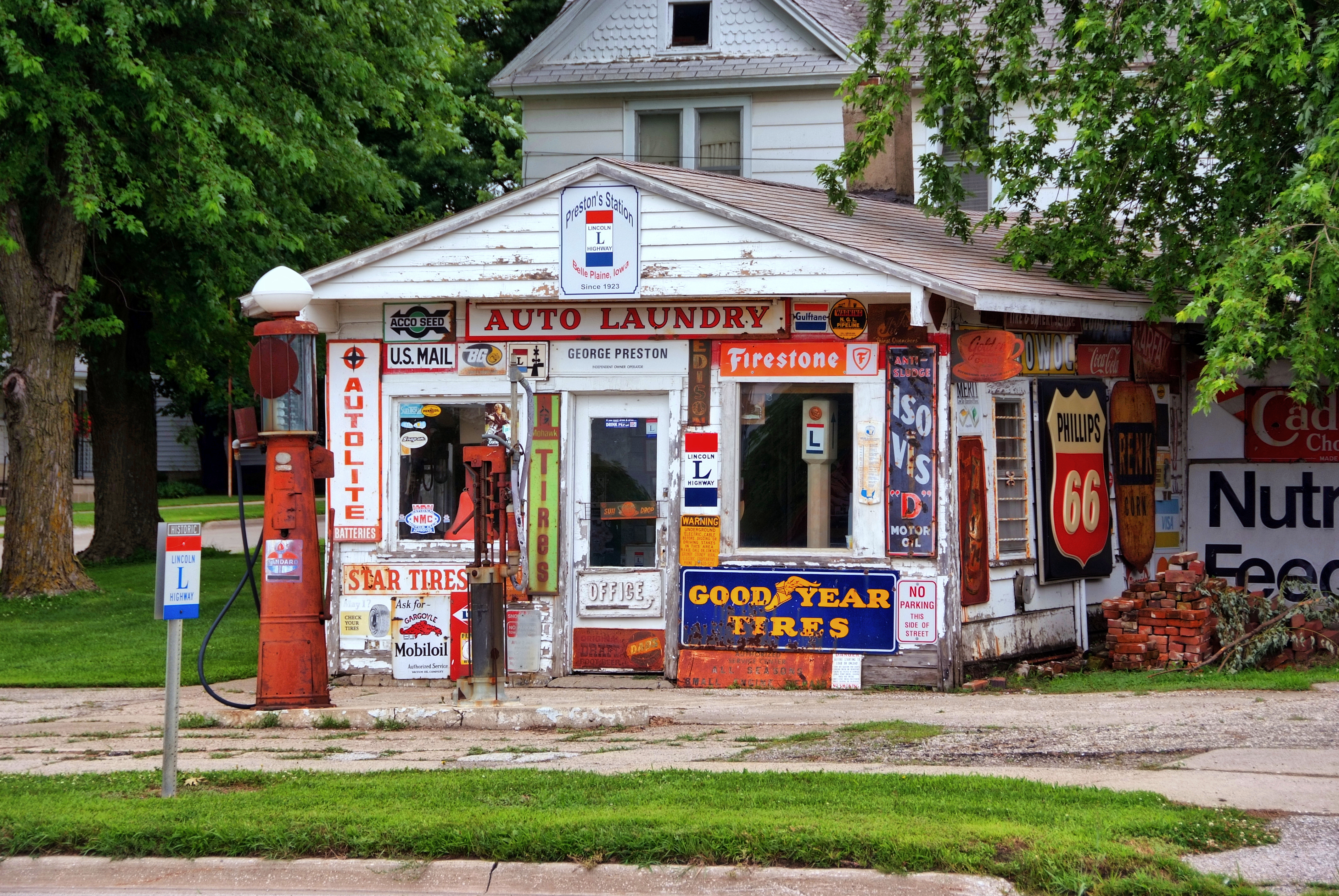
Station essence à Belle Plaine
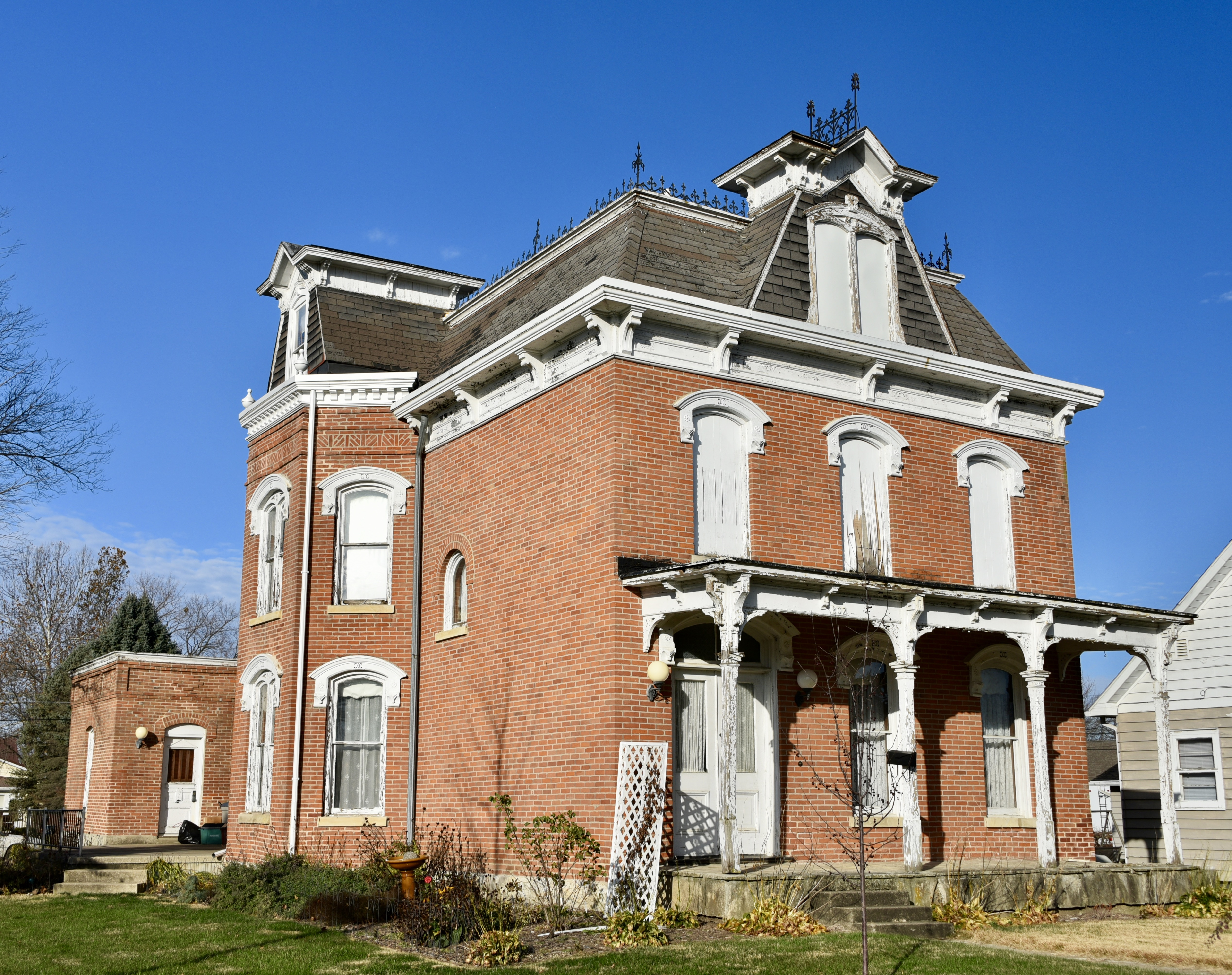
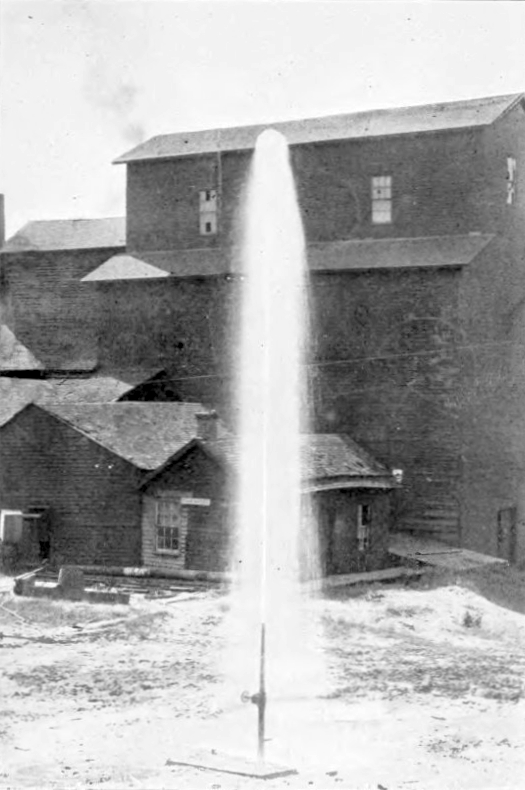

## Source de la traduction
- (en) Cet article est partiellement ou en totalité issu de l’article de Wikipédia en anglais intitulé « Belle Plaine, Iowa » (voir la liste des auteurs).